# Nightflyers (serie televisiva)
Nightflyers è una serie televisiva fantascientifica statunitense, trasmessa dal 2 dicembre 2018 sul canale Syfy e basata sulle novelle omonime di George R.R. Martin, già portate sullo schermo nel 1987 con il film Misteriose forme di vita di Robert Collector.
In Italia è stata distribuita su Netflix dal 1º febbraio 2019.

## Trama
Nel 2093, un team di scienziati intraprende un viaggio nello spazio a bordo di una nave avanzata chiamata Nightflyer per stabilire il primo contatto con forme di vita aliene. Tuttavia, quando si verificano eventi terrificanti e violenti, la squadra inizia a interrogarsi e a capire che c'è qualcosa a bordo del Nightflyer con loro.

## Episodi
| Stagione       | Episodi | Prima TV USA | Pubblicazione Italia |
| -------------- | ------- | ------------ | -------------------- |
| Prima stagione | 10      | 2018         | 2019                 |

## Personaggi e interpreti

### Principale
- Karl D’Branin, interpretato da Eoin Macken, doppiato da Massimo Triggiani.
- Dr. Agatha Matheson, interpretata da Gretchen Mol, doppiata da Chiara Colizzi.
- Roy Eris, interpretato da David Ajala, doppiato da Alberto Angrisano.
- Melantha Jhirl, interpretata da Jodie Turner-Smith, doppiata da Laura Lenghi.
- Rowan, interpretato da Angus Sampson, doppiato da Simone Mori.
- Thale, interpretato da Sam Strike, doppiato da Gabriele Vender.
- Lommie Thorne, interpretata da Maya Eshet, doppiata da Roberta de Roberto.
- Auggie, interpretato da Brían F. O'Byrne, doppiato da Sandro Acerbo.

### Ricorrenti
- Murphy, interpretato da Phillip Rhys, doppiato da Roberto Gammino.
- Tobis, interpretata da Gwynne McElveen, doppiata da Emanuela d'Amico.
- Skye D'Branin, interpretata da Bronte Carmichael, doppiata da Sara Tesei.
- Joy D'Branin, interpretata da Zoë Tapper, doppiata da Perla Liberatori.
- Cynthia Eris, interpretata da Josette Simon.
- Dr. Constance Brighthead, interpretata da Olwen Fouéré.

## Produzione

### Sviluppo
Nel 2016 è stato annunciato che Syfy avrebbe creato una serie basata sulla novella di Martin. Più tardi nel 2017, è stato annunciato che la serie sarebbe basata sull'adattamento cinematografico del 1987. Martin non è coinvolto direttamente nella produzione della serie a causa del suo contratto esclusivo con HBO, ma viene comunque accreditato come produttore esecutivo.
Il 19 febbraio 2019, la serie viene cancellata dopo una stagione.

### Riprese
La serie iniziò la sua produzione all'inizio del 2018 a Limerick, in Irlanda, con Daniel Cerone come showrunner. Cerone è anche il produttore esecutivo, al fianco di Gene Klein, David Bartis, Doug Liman, Alison Rosenzweig, Michael Gaeta, Lloyd Ivan Miller e Alice P. Neuhauser.
Per gli effetti visivi, Spin VFX è il principale fornitore con Territory Studio che fornisce interfacce utente e Switch Visual Effects che fornisce supporto aggiuntivo. Gli effetti visivi devono funzionare senza problemi con l'enorme set pratico costruito per la nave.

## Promozione
Un primo trailer è stato pubblicato il 20 marzo 2018.

## Distribuzione
Netflix ha aderito alla serie come co-produttore e detiene i diritti di trasmissione internazionali accanto ai diritti di trasmissione secondaria negli Stati Uniti.

## Accoglienza
La serie è stata accolta in maniera mista dalla critica. Sull'aggregatore di recensioni Rotten Tomatoes ha un indice di gradimento del 33% con un voto medio di 4,85 su 10, basato su 15 recensioni. Il commento consensuale del sito recita: "Sconcertante senza essere particolarmente spaventosa, l'estetica low budget di Nightflyers e l'eccessivo affidamento sull'omaggio tradiscono il suo intrigante filosofeggiare ponderato e l'impressionante pedigree creativo". Su Metacritic, invece ha un punteggio di 47 su 100, basato su 13 recensioni.